# スクォール

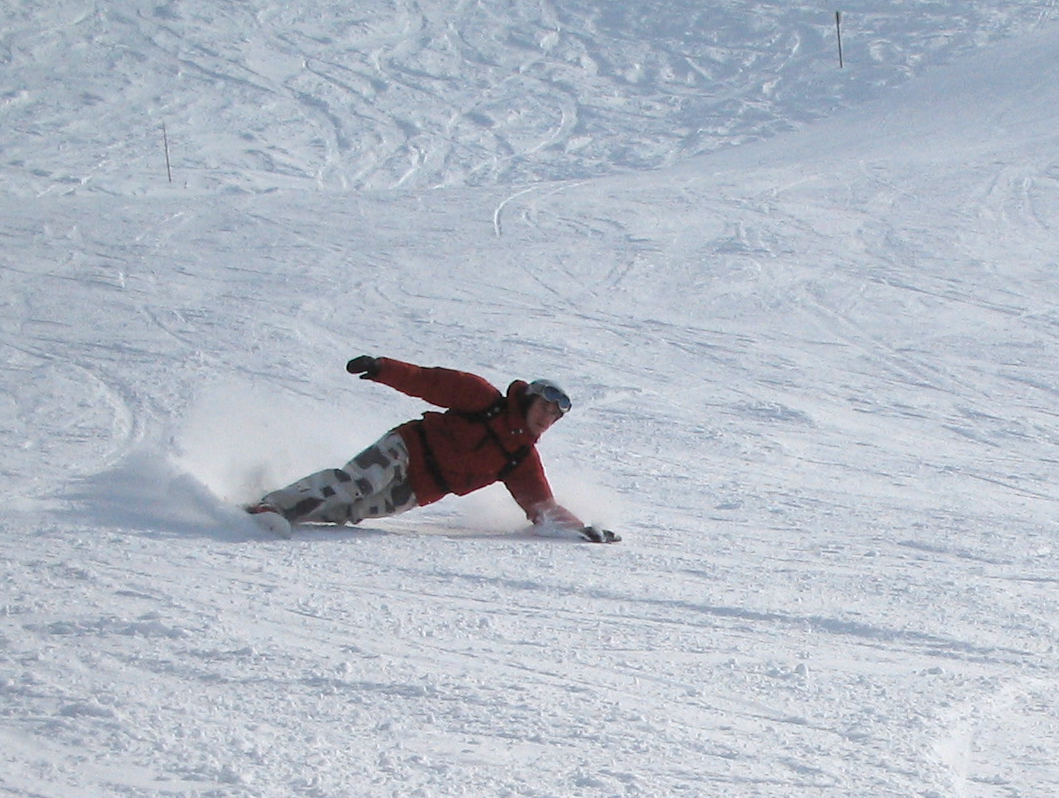
スクォール

スクォール（マルタ語：Skwal）は、1本の専用の板に前後に足を固定し、正面を向いて雪の上を滑走するスポーツ。アルペンスノーボードとスキーの中間的なウィンタースポーツ。

## 概説
スクォールはアルペンスノーボードをより細く、絞込んだような形状の板である。乗り方は、アルペンボードに近いが、
体は正面を向いているため、カービングスキーとも良く似ている。アルペンボードの場合はつま先、
かかとへと重心を前後してカーブするのに対して、スクォールの場合はスキー的に足の側面で雪をとらえている。
カービングスキーと比べてもターンの内足が内倒の妨げにならないため、より大きな内倒姿勢を取る事が出来る。
発祥は、１９９２年 フランス人のThias Balmain（ティアス P パルマン）により、開発された。
今でも欧州、米国のスノーボードメーカー数社により、作られて販売（フルオーダーも含む）されている。
２０２１年には、日本の青森県のスキー＆スノーボ－ドメーカーから発売されている。

２０２１年から、SKWALの元祖 Thiasから、新たなSKWALが販売されている。
代理店がないので個人輸入での購入のみ。
従来の以前のSKWALとは少し違い、横幅が広くなり、F2系のビンディングが縦置きに取り付けられるようなってる。
レース系というより、オールラウンダー、パウダーの雪質にも強いSKWALになってる。 
ブーツは基本的にアルペンボード用（UPZ DEELUXE G-STYLE マウンテンスロ－プ）ブ－ツを使用(スキー用ブーツでも可能)
関連項目
- アルペンスキー
- カービングスキー
- スノーボード